# Telegraph Cove
Telegraph Cove è una comunità della Columbia Britannica, in Canada, situata sull'Isola di Vancouver.

## Storia
Si tratta di un ex villaggio di mulini e conservifici che è diventato un punto di partenza per l'ecoturismo. Si trova a tre chilometri a sud-est di Beaver Cove.
La comunità è cresciuta da una stazione di una stanza al capolinea settentrionale della linea telegrafica di Campbell River costruita dal governo federale nel 1911-12.
Sulla collina sopra il capannone delle barche all'ingresso della baia si trova la casa del pioniere della comunità Fred Wastell, il cui padre acquistò la maggior parte del terreno intorno alla baia. Insieme a investitori giapponesi, fondò una salamoia per il salmone keta e una piccola segheria che operò fino agli anni '80.

## Economia
Oggi, l'economia di Telegraph Cove si basa principalmente sul turismo, grazie alla sua posizione privilegiata sullo Stretto di Johnstone e alla sua vicinanza alla riserva ecologica di Robson Bight. Telegraph Cove funge da punto di partenza per i canoisti e altri osservatori di balene interessati ad avvistare il gran numero di orche che trascorrono i mesi estivi nello Stretto di Johnstone, che separa la parte settentrionale dell'Isola di Vancouver dal resto della Columbia Britannica.
Il vecchio villaggio di mulini di Telegraph Cove è stato trasformato in un resort dove numerose piccole imprese gestiscono operazioni che portano i turisti nello Stretto di Johnstone. Stubbs Island Charters (Telegraph Cove Whale Watch) ha contribuito a mettere la baia sul radar del mondo dell'osservazione delle balene per quasi 40 anni.
Telegraph Cove Marina and RV Park si trova anch'esso a Telegraph Cove ed è di proprietà di Telegraph Cove Holdings (TCH). Dal 1991, TCH possiede 127 ettari a Telegraph Cove e nei dintorni, esclusi il vecchio villaggio di Telegraph Cove, il porto turistico e il parco camper del Telegraph Cove Resort. La suddivisione di Telegraph Point Strata si trova dall'altra parte della baia rispetto al villaggio storico e alla fine sarà composta da sessantasei lotti residenziali e sei siti commerciali situati direttamente sulla baia, progettati per adattarsi al carattere della città vecchia storica. Nel 2020 sono state commercializzate e vendute le prime tre fasi di lotti residenziali (24 lotti) e ci sono nove case a Telegraph Point con nuove case costruite ogni anno.

## Infrastrutture e trasporti
Nell'estate del 2006, il progetto di miglioramento della Telegraph Cove Road è stato completato, portando una strada allargata, riallineata e asfaltata fino a Telegraph Cove. In precedenza, l'unico modo per raggiungere la baia in auto era tramite una strada sterrata da Beaver Cove, dove c'era un servizio di traghetti per l'isola fino a Kelsey Bay.
Il porto turistico da 130 posti barca di Telegraph Cove Marina è stato completamente ristrutturato tra il 2007 e il 2008 e dispone di ormeggi per piccole e grandi imbarcazioni con acqua potabile ed elettricità. Sia Telegraph Cove Marina che il porto turistico del Telegraph Cove Resorts si rivolgono principalmente a imbarcazioni trasportabili su rimorchio.
Il Telegraph Cove Resorts ha un posto barca disponibile per yacht di oltre 100 piedi, mentre il Telegraph Cove Marina ha ormeggi per imbarcazioni fino a 68 piedi (21 m) e 8 posti barca commerciali per imbarcazioni di 40-60 piedi.